# Sergej Smetanin
Sergej Smetanin (in russo Сергей Сметанин?; Ekaterinburg, 24 ottobre 1973) è un ex ciclista su strada russo.

## Palmarès

### Strada
- 1994 (Rotator Company-Alex, tre vittorie)

6ª tappa GP Lacticoop
5ª tappa Volta a Portugal do Futuro
4ª tappa Grande Prémio Internacional de Torres Vedras (Torres Vedras > Torres Vedras)
- 1995 (Sputnik-Soi, una vittoria)

2ª tappa Grande Prémio do Minho
- 1996 (Sputnik-Soi, una vittoria)

2ª tappa Vuelta a Castilla y León (Aranda de Duero > Palencia)
- 1997 (Estepona-Toscaf, quattro vittorie)

2ª tappa Setmana Catalana (Lloret de Mar > Hospitalet de Llobregat)
4ª tappa Vuelta a La Rioja (Logroño > Logroño)
Clásica de Alcobendas
4ª tappa Vuelta a Asturias (Llanes > Gijón)
- 1998 (Vitalicio Seguros-Grupo Generali, cinque vittorie)

3ª tappa Vuelta a Aragón (Mora de Rubielos > Bronchales)
1ª tappa Vuelta a La Rioja (Calahorra > Calahorra)
2ª tappa Vuelta a La Rioja (Nájera > Nájera)
1ª tappa Volta a Galicia (La Coruña > Ferrol)
Gran Premio de Llodio
- 1999 (Vitalicio Seguros-Grupo Generali, quattro vittorie)

3ª tappa Gran Premio International MR Cortez-Mitsubishi (Pêro Pinheiro > Agualva-Cacém)
Classifica generale Gran Premio International MR Cortez-Mitsubishi
1ª tappa Vuelta a La Rioja (Alfaro > Calahorra)
3ª tappa Vuelta a Burgos (Briviesca > Miranda de Ebro)
- 2000 (Benfica, tre vittorie)

5ª tappa Settimana Ciclistica Lombarda (Stezzano > Bergamo)
2ª tappa Gran Premio International MR Cortez-Mitsubishi (Pêro Pinheiro > Pêro Pinheiro)
5ª tappa Volta a Portugal (Águeda > Matosinhos)
- 2001 (Jazztel-Costa de Almería, una vittoria)

2ª tappa Setmana Catalana (Lloret de Mar > Empuriabrava)
- 2002 (Jazztel-Costa de Almería, una vittoria)

14ª tappa Vuelta a España (Santander > Gijón)

#### Altri successi
- 1997 (Estepona-Toscaf)

Classifica a punti Vuelta a La Rioja
- 1998 (Vitalicio Seguros-Grupo Generali)

Classifica a punti Vuelta a La Rioja
- 1999 (Vitalicio Seguros-Grupo Generali)

Classifica traguardi volanti Gran Premio International MR Cortez-Mitsubishi
Classifica a punti Gran Premio International MR Cortez-Mitsubishi
Classifica a punti Vuelta a La Rioja
- 2000 (Benfica)

Classifica traguardi volanti Setmana Catalana
- 2001 (Jazztel-Costa de Almería)

Classifica traguardi volanti Setmana Catalana

## Piazzamenti

### Grandi Giri
- Giro d'Italia

1998: ritirato (17ª tappa)
1999: 92º
- Vuelta a España

1996: 92º
1997: ritirato (5ª tappa)
1998: 61º
1999: 64º
2001: 114º
2002: 80º

### Competizioni mondiali
- Campionati del mondo

Oslo 1993 - In linea Dilettanti: 124º
Agrigento 1994 - In linea Elite: ritirato
Valkenburg 1998 - In linea Elite: 34º
Verona 1999 - In linea Elite: ritirato
Plouay 2000 - In linea Elite: 102º
Zolder 2002 - In linea Elite: 62º